# Suillus lakei
Suillus lakei, comúnmente conocido como el Jack mate, el boleto del lago, o el suillus pintado occidental, es una especie de hongo de la familia Suillaceae. Se caracteriza por las distintivas fibras de mechón marrón rojizo o pequeñas escamas en el capuchón, y la presencia de un velo lanudo en el tallo. Los capuchones pueden alcanzar diámetros de hasta 15 cm (5,9 pulgadas), mientras que los tallos tienen entre 6 y 12 cm (2,4 a 4,7 pulgadas) de largo y generalmente entre 1 y 3 cm (0,4-1,2 pulgadas) de espesor. En la parte inferior del capuchón hay una capa de poros angulares esponjosos de color amarillo a marrón amarillento; estos poros están cubiertos de un velo parcial blanquecino cuando son jóvenes. Un hongo micorrícico, S. lakei crece en asociación con el abeto Douglas y se encuentra en los lugares donde se encuentra este árbol. Es nativo del noroeste de América del Norte, pero se ha introducido en Europa, América del Sur y Nueva Zelanda. El hongo es comestible, pero las opiniones varían considerablemente en cuanto a su calidad.

## Taxonomía y denominación
El micólogo estadounidense William Alphonso Murrill nombró originalmente a la especie Boletinus lakei en honor al micólogo E.R. Lake of Oregon Agricultural college (ahora Universidad Estatal de Oregón). Lake recogió el espécimen tipo de Corvallis, Oregon, a finales de noviembre de 1907. Rolf Singer posteriormente transfirió la especie a los géneros Ixocomus y Boletinus en 1940 y 1945, respectivamente. En su monografía de 1964 sobre las especies de Suillus de América del Norte, Alexander H. Smith y Harry Delbert Thiers transfirieron la especie a Suillus. Simultáneamente, describieron la variedad pseudopictus de S. lakei que, según dijeron, había sido identificada erróneamente por los coleccionistas como Suillus pictus (ahora llamado Suillus spraguei) debido a su capuchón rojizo y escamoso. Singer consideraba que Suillus amabilis era la misma especie que S. lakei, pero Smith y Thiers examinaron más tarde el tipo de material de ambos y concluyeron que eran especies distintas. Engel y sus colegas describieron una variedad en 1996, S. lakei var. landkammeri, basada en Boletinus tridentinus subsp. landkammeri, descrita por los micólogos checos Albert Pilát y Mirko Svrček en 1949. Las bases de datos de nomenclatura Index Fungorum y MycoBank consideran que esto es sinónimo de S. lakei. El hongo es comúnmente conocido como el "suillus pintado occidental", el "Jack mate", o "el gorro resbaladizo del lago".

## Descripción

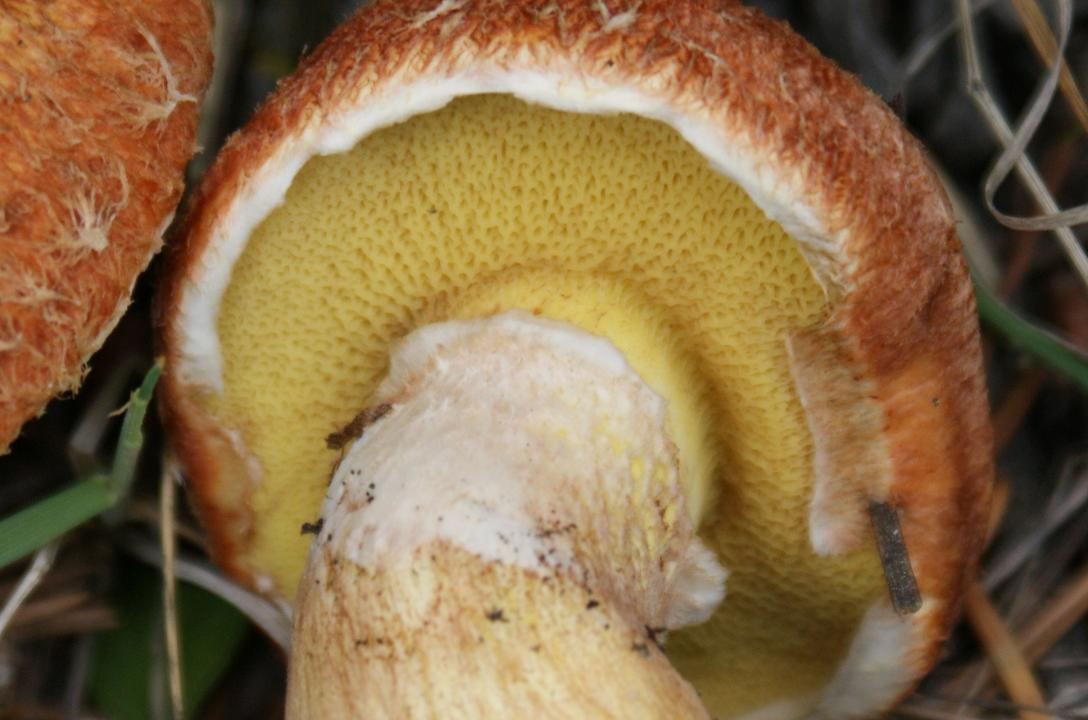
La superficie de los poros de un espécimen joven

El capuchón de S. lakei tiene hasta 15 cm (5,9 pulgadas) de diámetro e inicialmente es convexo, pero se aplana un poco en la madurez. El capuchón es carnoso, seco, de color amarillento a marrón rojizo, pero se desvanece con la edad. Está cubierto de pelos apretados o de escamas de penacho diminutas en el centro, con la carne amarillenta visible entre las escamas. La lluvia fuerte puede lavar las fibrillas de la superficie del gorro, dejando una capa pegajosa y glutinosa. Los especímenes más viejos pueden ser casi lisos cuando maduros. Los restos del velo parcial a veces cuelgan del borde del capuchón El margen del capuchón es inicialmente curvado o enrollado hacia adentro, pero se desenrolla a medida que crece y en la madurez puede ser enrollado hacia arriba.

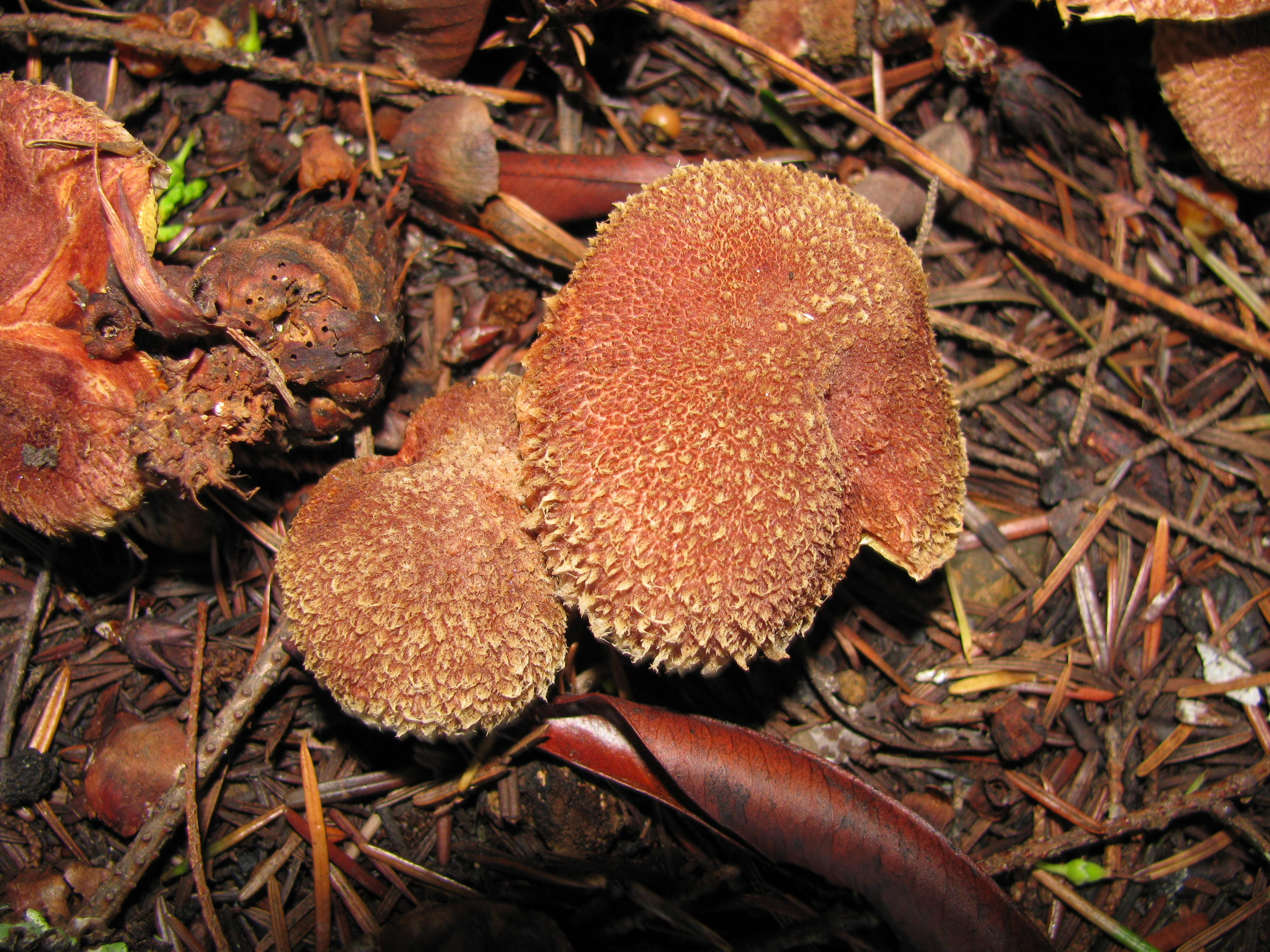
La variedad pseudopictus tiene un capuchón rojo y escamas prominentes.

Los tubos que comprenden la superficie de los poros en la parte inferior de la tapa tienen una profundidad de 5-12 mm; los poros angulares tienen una anchura de hasta 2,5 mm y están dispuestos radialmente. El color de los poros varía de amarillo a amarillo parduzco a ocre, y se manchan de parduzco o marrón rojizo cuando están magullados. Están cubiertos por un velo parcial en los ejemplares jóvenes La carne es gruesa, amarilla, y no cambia de color cuando se golpea o se rompe, o se torna de color rojo rosado. El tallo tiene de 6 a 12 cm (2,4 a 4,7 pulgadas) de largo y generalmente de 1 a 3 cm (0,4 a 1,2 pulgadas) de grosor, amarillo a veces con rayas rojizas, y sólido y amarillo por dentro. La especie generalmente carece de los puntos glandulares en el tallo que son característicos de algunas especies de Suillus. El tallo es o bien igual de ancho a lo largo de su longitud, o se estrecha hacia abajo. El tejido de la base del tallo puede mancharse débilmente de verde azulado cuando se corta, aunque esta reacción no suele ser evidente en los especímenes maduros El anillo es delicado y flocular (parecido a penachos de lana), y pronto desaparece o deja un fino anillo blanquecino en el tallo. La huella de la espora es de color canela a marrón. La variedad calabrus, que se encuentra en Italia, tiene un capuchón amarillo claro y escamas de color rojo púrpura. La variedad pseudopictus tiene un capuchón más rojo y escamoso que la forma más común
Las esporas tienen forma de huso a elíptica, tienen una superficie lisa y dimensiones de 8-11 a 3-4 µm. Hay basidios (células portadoras de esporas) de dos y cuatro esporas, y tienen forma de palo, hialina (translúcida), con dimensiones de 28-36 por 10-12 µm. Las cistidias son abundantes, y se encuentran en haces alineados a lo largo de las bocas de los tubos (como la quelocistidia), o más comúnmente, individualmente a lo largo de los lados de los tubos (como la pleurocistidia). Estas estructuras son de paredes delgadas, cilíndricas, y miden 48-60 por 7-9 µm. Las escamas de la superficie del tapón comprenden hifas más o menos erguidas con las puntas agrupadas. Las conexiones de pinza son raras en las hifas.

### Comestibilidad
Suillus lakei es comestible, aunque las opiniones varían considerablemente en cuanto a su calidad. Se le ha llamado "elección", así como "bastante tosco e insípido" o "mediocre". Las pruebas de laboratorio indican que los cuerpos fructíferos tienen actividad antimicrobiana y contienen alcaloides y taninos.

### Especies similares
Los hongos con un aspecto similar a S. lakei pueden distinguirse a menudo por sus asociaciones con los árboles. Por ejemplo, la especie norteamericana oriental S. spraguei crece en asociación con el pino blanco oriental. El sombrero de S. spraguei tiene fibrillas rojas sobre un fondo amarillo. S. cavipes y S. ochraceoroseus siempre crecen con el alerce. S. ponderosus, que crece en los bosques mixtos de coníferas, tiene un velo gelatinoso Smith y Thiers observan que es difícil diferenciar entre ambos si S. ponderosus ha perdido su velo, ya que los colores de la especie se entrecruzan y no se pueden utilizar de forma fiable para distinguirlos S. decipiens tiene una gorra que es de color naranja a rosa-naranja con pelos o escamas. S. caerulescens es una especie similar en el oeste de América del Norte; se puede distinguir por la fuerte coloración azul que se desarrolla cuando el tallo se lesiona.

## Hábitat y distribución
Suillus lakei es autóctono de las Montañas Rocosas y de las partes occidentales de América del Norte. Su rango se extiende hacia el sur hasta México. Los cuerpos frutales crecen solitarios o en grupos en el suelo en jóvenes rodales de coníferas o en parques herbosos. La fructificación se produce a finales del verano y en otoño. Suillus lakei forma ectomicorrizas con el abeto Douglas (Pseudotsuga menziesii), y su distribución coincide con este árbol. Es una de las especies de boletos más comunes que se encuentran en el noroeste de Montana e Idaho En un estudio de la especificidad del huésped en cultivo puro en el laboratorio, S. lakei no logró formar ectomicorrizas sanas con raíces de eucalipto; las hifas estaban cubiertas de depósitos parecidos a mucílagos y parecían estar colapsadas. También se ha observado que prefiere los suelos pobres y expuestos, como los que se encuentran en las orillas de las carreteras y en los campings A menudo se puede encontrar con el hongo Gomphidius subroseus, otra especie que se asocia con el abeto Douglas
Tanto el abeto Douglas como Suillus lakei son especies introducidas no nativas en Europa. El hongo se ha encontrado en varios países de Europa central y meridional tras la introducción intencionada del abeto Douglas. Entre ellos figuran Alemania, Bosnia y Herzegovina, Bulgaria, Eslovaquia Hungría, Italia y la República Checa. Se considera que está en peligro de extinción en la República Checa. También se ha notificado la presencia de Suillus lakei en la Isla Sur de Nueva Zelandia y en América del Sur (Argentina y Chile).